# Enterocloster asparagiformis
Enterocloster asparagiformis es una especie de bacteria grampositiva del género Enterocloster. Fue descrita en el año 2020. Su etimología hace referencia a forma de espárrago. Anteriormente conocida como Clostridium asparagiforme. Es anaerobia estricta y formadora de esporas. Tiene un tamaño de 0,6-0,8 μm de ancho por 2,3-5 μm de largo. Forma colonias blancas, irregulares y no hemolíticas. Se ha aislado de heces humanas. 